# Lijst van nummer 1-hits in de Graadmeter in 2013
Deze lijst bevat de nummer 1-hits in de Graadmeter van Pinguin Radio in 2013. De posities in de Graadmeter zijn negatief; het gaat hier dus eigenlijk om de nummer -1-hits.
| Datum        | Artiest                 | Titel                         |
| ------------ | ----------------------- | ----------------------------- |
| 6 januari    | Villagers               | Nothing arrived               |
| 13 januari   | Dog Is Dead             | Teenage daughter              |
| 20 januari   | Kensington              | Home again                    |
| 27 januari   | Cold War Kids           | Miracle mile                  |
| 3 februari   | Jacco Gardner           | Clear the air                 |
| 10 februari  | Jacco Gardner           | Clear the air                 |
| 17 februari  | Jacco Gardner           | Clear the air                 |
| 24 februari  | Foxygen                 | San Francisco                 |
| 3 maart      | Jacco Gardner           | Clear the air                 |
| 10 maart     | San Cisco               | Wild things                   |
| 17 maart     | We Show Up On Radar     | The anchors in your heart     |
| 24 maart     | Woodkid                 | I love you                    |
| 31 maart     | Woodkid                 | I love you                    |
| 7 april      | Woodkid                 | I love you                    |
| 14 april     | We Show Up On Radar     | The anchors in your heart     |
| 21 april     | Half Moon Run           | Call me in the afternoon      |
| 28 april     | Half Moon Run           | Call me in the afternoon      |
| 5 mei        | Foals                   | Late night                    |
| 12 mei       | Dinosaur Jr.            | Don't pretend you didn't know |
| 19 mei       | Queens of the Stone Age | My god is the sun             |
| 26 mei       | HAERTS                  | Wings                         |
| 2 juni       | Fryars                  | On your own                   |
| 9 juni       | The National            | Sea of love                   |
| 16 juni      | The National            | Sea of love                   |
| 23 juni      | Girls in Hawaii         | Misses                        |
| 30 juni      | Girls in Hawaii         | Misses                        |
| 7 juli       | Surfer Blood            | Demon dance                   |
| 14 juli      | To Kill a King          | Funeral                       |
| 21 juli      | Wolf People             | All returns                   |
| 28 juli      | Wolf People             | All returns                   |
| 4 augustus   | Wolf People             | All returns                   |
| 11 augustus  | The Boxer Rebellion     | Diamonds                      |
| 18 augustus  | The Boxer Rebellion     | Diamonds                      |
| 25 augustus  | The Boxer Rebellion     | Diamonds                      |
| 1 september  | The Black Angels        | Don't play with guns          |
| 8 september  | Franz Ferdinand         | Right action                  |
| 15 september | Miles Kane              | Don't forget who you are      |
| 22 september | Kashmir                 | Purple heart                  |
| 29 september | Kashmir                 | Purple heart                  |
| 6 oktober    | Arcade Fire             | Reflektor                     |
| 13 oktober   | Arcade Fire             | Reflektor                     |
| 20 oktober   | Arcade Fire             | Reflektor                     |
| 27 oktober   | Moderat                 | Bad kingdom                   |
| 3 november   | Pearl Jam               | Sirens                        |
| 10 november  | London Grammar          | Wasting my young years        |
| 17 november  | Half Moon Run           | She wants to know             |
| 24 november  | Half Moon Run           | She wants to know             |
| 1 december   | Half Moon Run           | She wants to know             |
| 8 december   | Warpaint                | Love is to die                |
| 15 december  | London Grammar          | Strong                        |
| 22 december  | London Grammar          | Strong                        |
| 29 december  | Portugal. The Man       | Modern Jesus                  |